# Kazimiera Klimczak
Kazimiera Sperling z domu Klimczak (ur. 16 kwietnia 1934 w Łukowie, zm. 3 października 2018 w Stamford) – maklerka giełdowa, reprezentantka Polski na konkursie Miss Europe w 1954 r.

## Życiorys
Po wybuchu II wojny światowej rodzina Kazimiery Klimczak została zesłana na Syberię, a następnie szlakiem Naczelnego Wodza Polskich Sił Zbrojnych Władysława Andersa dotarła do Iranu. Stamtąd Kazimiera z siostrą Danutą i matką Eugenią przedostały się do Francji. W 1954 została wybrana przez francuską Polonię jako reprezentantka Polski na odbywających się w Vichy wyborach Miss Europe. Na konkursie otrzymała wyróżnienie. Niedługo potem wyjechała z rodziną do Stanów Zjednoczonych.
W 1979 rozpoczęła działalność na amerykańskiej giełdzie towarowej. Jako pierwsza kobieta udziałowiec w historii firmy wykupiła uczestnictwo w Coffee, Sugar and Cocoa Exchange, a następnie w giełdzie złota, srebra i miedzi Comex i giełdzie paliwowej Nymex. W latach 1992–1993 pełniła funkcję wiceprezesa Giełdy Poznańskiej, a następnie założyła własną firmę konsultingową KKS Consulting. W marcu 1996 została prezesem Fundacji Rozwoju Infrastruktury Rynku Rolnego, zajmującej się wspieraniem rozwoju giełd towarowych i promowania rynków transakcji terminowych w Polsce.